# 1996年菲律賓APEC峰會
1996年亚太经合组织菲律宾会议是于1996年11月24日至25日在苏比克湾自由港区举行的一系列会议之统称，旨在针对亚太地区的经济合作。这是亚太经合组织历史上的第八次峰会，也是首次在菲律宾举行的APEC峰会。

## 准备
在1994年11月APEC印尼峰会舉行期间，菲律宾被选为1996年亚太经合组织会议的主办者。1994年12月5日，时任总统菲德尔·拉莫斯签署第160号行政令，开始亚太经合组织会议的筹备工作。国家组织委员会（APEC-NOC）是由主持外交事务的秘书与贸易和工业部长和执行秘书几人共同主持。

### 场地
1996年亚太经合组织会议最初有4个候选城市：苏比克、马尼拉、宿雾和达沃。 领袖会议最终在苏比克举行。苏比克1991年因皮纳图博火山爆发而关闭美国海军和空军基地，但以自由港区身份重新开放后仅四年就成功举办了经济领导人会议。
为容纳出席峰会的18位经济领导人及其代表团，菲律宾政府必须修建新的道路，会议和住房等基础设施。这其中包括苏比克湾国际机场，苏比克-提波路以及供领袖及其随行人员居住的沿特里波亚湾的18栋别墅。据报道，仅修建这些别墅就花费了大约1-2百万美元。工程花了八个月的时间，4000名工人参与其中。
而在马尼拉，菲律宾国际会议中心被选为亚太经合组织部长级会议的地点。为方便将18个APEC成员经济体的部长从他们的旅馆穿梭到会议中心，马尼拉大都会发展局（MMDA）设立了“友谊车道”，在马尼拉大都会区的四条主要道路（例如Roxas Boulevard）中各划出两条车道，专供代表的车辆通行。

### 安全性
作为首脑会议筹备工作的一部分，菲律宾加强了安全力量。至少部署了26,000名警察和士兵，以确保代表和客人的安全。拉莫斯总统在苏比克湾国际机场就职典礼上的讲话中向APEC参与者保证了他们的安全。在1996年11月22日，即经济领袖峰会召开的前两天，美国国务院发言人尼古拉斯·伯恩斯（Nicholas Burns）警告在菲律宾的美国公民在美国外交官参加峰会构成威胁后采取安全预防措施。

## 正式会议

### 参会者
这是澳大利亚总理约翰·霍华德和日本首相桥本龙太郎参加的首次亚太经合组织会议，也是巴布亚新几内亚总理朱利叶斯·陈和泰国总理班汉·席尔帕·阿尔恰参加的最后一次亚太经合组织会议。
| 成員           | 与会者职务         | 姓名                        |
| -------------- | ------------------ | --------------------------- |
| 澳洲           | 澳大利亚总理       | 约翰·霍华德                 |
| 汶萊           | 苏丹               | 哈桑纳尔·博尔基亚           |
| 加拿大         | 加拿大总理         | 让·克雷蒂安                 |
| 智利           | 智利总统           | 爱德华多·弗雷·鲁伊斯-塔格莱 |
| 中華人民共和國 | 中华人民共和国主席 | 江泽民                      |
| 香港           | 香港财政司         | 曾蔭權                      |
| 印度尼西亞     | 印尼总统           | 苏哈托                      |
| 日本           | 日本首相           | 桥本龙太郎                  |
| 南韓           | 韩国总统           | 金泳三                      |
| 馬來西亞       | 马来西亚首相       | 马哈迪·莫哈末               |
| 墨西哥         | 墨西哥总统         | 埃内斯托·柴迪洛             |
| 紐西蘭         | 新西兰总理         | 詹姆斯·博尔格               |
| 巴布亞紐幾內亞 | 巴布亚新几内亚总理 | 陈仲民                      |
| 菲律賓         | 菲律宾总统         | 菲德尔·瓦尔德斯·拉莫斯      |
| 新加坡         | 新加坡总理         | 吴作栋                      |
| 中華臺北       | 中華台北領袖代表   | 辜振甫                      |
| 泰國           | 泰国总理           | 班汉·西巴阿差               |
| 美國           | 美国总统           | 比尔·克林顿                 |

### 结果
各成员经济体的行动计划已编入《马尼拉行动计划》，其目标是实现1994年提出的“茂物目标”。亚太经合组织领导人认可了信息技术协定，该协定后来在领导人会议数周后在新加坡举行的世界贸易组织部长级会议上通过。.